# کاموندا تشینابو
کاموندا تشینابو (انگلیسی: Kamunda Tshinabu؛ زادهٔ ۸ مهٔ ۱۹۴۶) بازیکن فوتبال اهل جمهوری دموکراتیک کنگو بود.
از باشگاه‌هایی که در آن بازی کرده‌است می‌توان به باشگاه فوتبال تی‌پی مازمبه اشاره کرد.
وی همچنین در تیم ملی فوتبال زئیر بازی کرده‌است.